# Geoff Shipton
Geoff Shipton (Sídney, Australia, 4 de junio de 1941) es un nadador australiano retirado especializado en pruebas de estilo libre, donde consiguió ser subcampeón olímpico en 1960 en los 4 x 100 metros estilos.

## Carrera deportiva
En los Juegos Olímpicos de Roma 1960 ganó la medalla de plata en los relevos de 4 x 100 metros estilos, con un tiempo 4:12.0 segundos, tras Estados Unidos (oro) y por delante de Japón (bronce); sus compañeros de equipo fueron los nadadores: David Theile, Terry Gathercole y Neville Hayes.